# Sassari Torres 1903 2007-2008
Questa voce raccoglie le informazioni riguardanti la Sassari Torres 1903 nelle competizioni ufficiali della stagione 2007-2008.

## Rosa
| N. |                   | Ruolo | Calciatore         |
| -- | ----------------- | ----- | ------------------ |
|    | Italia (bandiera) | D     | Marco Cabeccia     |
|    | Italia (bandiera) | C     | Luca Caboni        |
|    | Italia (bandiera) | C     | Alan Carlet        |
|    | Italia (bandiera) | C     | Carlo Ceriani      |
|    | Italia (bandiera) | C     | Alessandro Cherchi |
|    | Italia (bandiera) | P     | Simone Deliperi    |
|    | Italia (bandiera) | A     | Daniele Federici   |
|    | Italia (bandiera) | C     | Alessandro Frau    |
|    | Italia (bandiera) | C     | Filippo Furiani    |
|    | Italia (bandiera) | A     | Pasquale Ladaresta |
|    | Italia (bandiera) | C     | Nicola Lai         |

| N. |                   | Ruolo | Calciatore        |
| -- | ----------------- | ----- | ----------------- |
|    | Italia (bandiera) | D     | Cristian Lizzori  |
|    | Italia (bandiera) | C     | Alessandro Mascia |
|    | Italia (bandiera) | D     | Mario Massaro     |
|    | Italia (bandiera) | C     | Daniele Molino    |
|    | Italia (bandiera) | C     | Andrea Ottonello  |
|    | Italia (bandiera) | C     | Sebastiano Pinna  |
|    | Italia (bandiera) | D     | Pierluigi Porcu   |
|    | Italia (bandiera) | C     | Stefano Rota      |
|    | Italia (bandiera) | P     | Antonio Secchi    |
|    | Italia (bandiera) | D     | Giovanni Serao    |
|    | Italia (bandiera) | C     | Nicola Sogus      |